# Caenurgina narrata
Caenurgina narrata är en fjärilsart som beskrevs av Walker 1858. Caenurgina narrata ingår i släktet Caenurgina och familjen nattflyn. Inga underarter finns listade i Catalogue of Life.